# Gustaf Melin
Gustaf Herman Melin, född den 13 oktober 1873 i Visby, död där den 5 november 1948, var en svensk ämbetsman. Han var son till Oscar Melin och svärfar till Richard Laurin. 
Melin blev student vid Uppsala universitet 1891 och avlade juris utriusque kandidatexamen där 1898. Han blev extra ordinarie landskontorist i Gotlands län 1892 och länsbokhållare där 1903. Melin var sekreterare hos Visby stadsfullmäktige 1902–1918, hos Gotlands läns landsting 1909–1917, tillförordnad kronofogde i länets norra fögderi 1914–1917, landsfogde 1918  och landskamrerare i Gotlands län 1919–1938. Han blev riddare av Nordstjärneorden 1925 och kommendör av andra klassen av samma orden 1934. Melin vilar på Östra kyrkogården i Visby.